# Thomas F. Monteleone
Œuvres principales
- Le Sang de l'agneau

Thomas F. Monteleone, né le 14 avril 1946 à Baltimore dans le Maryland, est un écrivain américain de science-fiction et d'horreur.

## Œuvres

### Romans
- La Ville au bord du temps, Le Livre de poche, coll. science-fiction, no 7066, 1981 ((en) The Time-Swept City, Popular Library, 1977), trad. Françoise Maillet  (ISBN 2-253-02684-0)
- L'Horreur du métro, J'ai lu, coll. Épouvante, no 2152, 1987 ((en) Night Train, Pocket Books, 1984), trad. Bernadette Emerich  (ISBN 2-277-22152-X)
- Lyrica, J'ai lu, coll. Épouvante, no 3147, 1991 ((en) Lyrica, Berkley Books, 1987), trad. Bernadette Emerich  (ISBN 2-277-23147-9)
- Fantasma, J'ai lu, coll. Épouvante, no 2937, 1990 ((en) Fantasma, Tor Books, 1989), trad. Bernadette Emerich  (ISBN 2-277-22937-7)
- Le Sang de l'agneau, J'ai lu, coll. Épouvante, no 4342, 1996 ((en) The blood of the lamb, Tor Books, 1992), trad. Jean-Daniel Brèque  (ISBN 2-290-04342-7)

## Récompenses
- Prix Bram Stoker du meilleur roman 1992 pour Le Sang de l'agneau.
- Prix Bram Stoker du meilleur livre non-fictif 2003 pour The Mothers and Fathers Italian Association.
- Prix Bram Stoker du meilleur recueil de nouvelles 2004 pour Fearful Symmetries.